# Medium Extended Air Defense System
Das Medium Extended Air Defense System (MEADS) ist ein bodengestütztes, voll bewegliches Flugabwehrraketensystem gegen Ziele von sehr tiefen bis sehr hohen Flugbereichen und befindet sich aktuell in der Entwicklung. MEADS soll die Flugabwehrsysteme Roland, Hawk und teilweise Patriot ablösen.

## Beteiligte
An MEADS waren ursprünglich vier Nationen beteiligt: Vereinigte Staaten, Deutschland, Frankreich und Italien. Es ist das derzeit einzige transatlantische Rüstungsprojekt mit deutscher Beteiligung. Frankreich kündigte die Teilnahme am Projekt jedoch frühzeitig auf, um das Flugabwehrsystem SAMP/T zu entwickeln.
Beteiligt an dem Unternehmen MEADS International Inc. mit Sitz in Orlando (Florida) sind die Firmen Lockheed Martin (Vereinigte Staaten), MBDA Deutschland und MBDA-Italien. Beauftragt wird die Joint-Venture-Gruppe durch die NATO MEADS Management Agency (NAMEADSMA) aus Huntsville (Alabama).

## Geschichte
Am 20. April 2005 beschloss der Haushaltsausschuss des Bundestages mit den Stimmen von SPD, Grünen und Union die Beteiligung an der Entwicklung des Raketenabwehrsystems. Die Finanzierung der Entwicklungsphase wird zu 55 % durch die Vereinigten Staaten, zu 28 % durch Deutschland und 17 % durch Italien übernommen werden. Für Deutschland begann das Projekt 2001 mit Zustimmung der Bundesregierung zur RRE-Phase (Risk Reduction Effort, deutsch: Risikominimierung). Mit Abschluss des Entwicklungsvertrages im Jahr 2005 ist Deutschland danach an eine Finanzierungsbeteiligung von 855 Millionen Euro gebunden. Die Schätzungen über die System-Gesamtkosten betrugen 2005 nach Angaben der Bundesregierung 3,84 Milliarden Euro und nach Schätzungen der Hessischen Stiftung für Friedens- und Konfliktforschung auf mindestens 10 Milliarden Euro.
Aufgrund der Komplexität der Entwicklung und der Uneinigkeit der Partnernationen traten 2008 Verzögerungen im Programmablauf des Entwicklungsprojekts auf. Es wurde durch die Partner festgestellt, dass die Programmziele erreicht werden können, allerdings nicht im vorgegebenen Zeit- und Kostenrahmen. Daher sollte 2011 eine Anpassung des Entwicklungsvertrages erfolgen.
Mit Abschluss des sogenannten Critical Design Review im August 2010 wurde die erforderliche technische Entwicklungsreife formal bestätigt sowie das Design festgelegt. Seit Ende 2010 wurden durch die beteiligte Industrie Prototypen von Startgeräten, Tactical Operation Stations (TOC) und Multifunktions-/Feuerleitradaren fertiggestellt und an den Generalunternehmer MEADS International übergeben.
Am 12. Februar 2011 haben die Vereinigten Staaten bekanntgegeben, dass sie für die Entwicklung von MEADS keine zusätzlichen Haushaltsmittel bereitstellen werden, die trinationale Entwicklung soll im ursprünglich vereinbarten Kosten- und Zeitrahmen im Jahr 2014 als „Proof of Concept“ beendet werden.
Am 16. Februar 2011 wurde mitgeteilt, dass MEADS in absehbarer Zeit von der deutschen Bundeswehr nicht beschafft wird. Bekannt wurde die Entscheidung der Bundesregierung durch ein Schreiben des damaligen Verteidigungsstaatssekretärs Walther Otremba. Das Schreiben richtete sich an die Ausschüsse für Verteidigung und Haushalt des deutschen Bundestages.
Aufgrund der US-Entscheidung vom 12. Februar 2011 wurden die Entwicklungsziele durch die Partner zwischenzeitlich neu formuliert. Unter Beibehaltung des 2005 festgelegten Zeit- und Kostenrahmens soll die Entwicklung Anfang 2014 als „Demonstration of Capabilities“ mit diversen „Integration-, Flight- und Ground-Tests“ abgeschlossen werden.
Auf dem italienischen Militärflugplatz Pratica di Mare werden seit Mitte 2011 die Integrationstests für die einzelnen Systemkomponenten durchgeführt. Parallel hierzu finden in der US-amerikanischen White Sands Missile Range (WSMR) die Schießerprobungen einschließlich der erforderlichen Vor- und Nachbereitungen statt.
Im Oktober 2011 wurde bekannt, dass das Verteidigungsministerium im Zuge der Neuausrichtung der Bundeswehr gänzlich auf die Einführung von MEADS verzichten wird. Allerdings beabsichtigt Deutschland, die MEADS-Entwicklungsergebnisse als technische Grundlage für ein Luftverteidigungssystem der nächsten Generation (Luftverteidigungsverbund 2020) zu nutzen, um diese unter anderem für mögliche deutsche Beiträge zur strategischen Raketenabwehr der NATO zur Verfügung zu haben.
Am 17. November 2011 fand der erste MEADS-Testschuss als „Launcher Missile Characterization Test“ statt. Hierbei wurde erstmals erfolgreich das Zusammenspiel von Tactical Operation Centre, Startgerät und dem neuentwickelten PAC-3 MSE-Lenkflugkörper in einem Programmschuss nachgewiesen.
Am 29. November 2012 fing eine MEADS-Rakete bei ihrem „First Target Intercept Test“, dem ersten Praxistest, eine Drohne ab, deren Anfluggeschwindigkeit nahezu 1000 km/h betrug.
Bis zu den nächsten Erprobungsschüssen, sollten sowohl in PdM als auch in WSMR umfangreiche weitere System- und Integrationsteste durchgeführt werden.
Am 6. November 2013 gelang es weltweit erstmals, zwei aus verschiedenen Richtungen gleichzeitig anfliegende Objekte zu erfassen, zu verfolgen und zu zerstören.
Im Juli 2014 demonstrierte MEADS umfassende Netzwerkfähigkeiten. Die zweiwöchigen Tests umfassten wichtige vertraglich vereinbarte Leistungsnachweise, die erstmals mit einem bodengebundenen Raketenabwehrsystem durchgeführt wurden. Während der Systemdemonstration wurde unter anderem nachgewiesen, dass MEADS interne und externe Radare und Startgeräte flexibel und ohne Unterbrechung des Einsatzbetriebs hinzufügen, steuern und entfernen kann. Diese Netzwerkfähigkeit von MEADS soll laut Hersteller einzigartig sein.
Anlässlich der Krise in der Ukraine 2014 forderte der SPD-Wehrexperte Rainer Arnold am 11. April 2014 in einem Positionspapier „die Luftverteidigung als besondere deutsche Schwerpunktfähigkeit zu sichern und unter Rückgriff auf die Entwicklungsergebnisse MEADS zukunftsfähig zu machen […]“. Dass MEADS das Nachfolgesystem der Bundeswehr im Rahmen des Taktischen Luftverteidigungssystems (TLVS) ab etwa 2025  werden wird, wurde letztlich im Juni 2015 positiv entschieden.
Am 9. Juni 2015 gab Verteidigungsministerin Ursula von der Leyen in Berlin gemeinsam mit Generalinspekteur Volker Wieker bekannt, dass das zukünftige Taktische Luftverteidigungssystem (TLVS) der Bundeswehr auf dem Luftverteidigungssystem MEADS (Medium Extended Air Defense System) basieren soll. TLVS/MEADS wird die veralteten PATRIOT-Flugabwehrsysteme ersetzen. MEADS setzte sich im Wettbewerb gegen ein noch neu zu entwickelndes PATRIOT-System des US-Konzerns Raytheon durch. Begründet wurde dies mit den besonderen, bereits getesteten MEADS-Fähigkeiten wie 360-Grad-Abdeckung, Mobilität und der offenen Systemarchitektur, welche eine Integration weiterer Sensoren und Lenkwaffen vereinfacht. Außerdem war offensichtlich die nationale deutsche Hoheit über die Technologie ausschlaggebend. Dazu sollen die Betriebskosten von MEADS „deutlich geringer“ sein.
MEADS soll von den Firmen MBDA Deutschland, MBDA Italien sowie dem US-Hersteller Lockheed Martin entwickelt werden.
Das TLVS-Bieterkonsortium gab Mitte August 2020 bekannt, dass es beim Bundesamt für Ausrüstung, Informationstechnik und Nutzung der
Bundeswehr (BAAINBw) ein aktualisiertes Angebot eingereicht habe.
In der so genannten Bereinigungssitzung des Deutschen Bundestages am 26. November 2020 war das Taktische Luftverteidigungssystem (TLVS) – die auf MEADS basierende modernisierte Lösung zur deutschen Raketenabwehr – dann allerdings nur mit einem geringen Sockelbetrag vertreten. Ein Vertragsschluss zur Realisierung TLVS wird 2021 demnach nicht mehr erwartet. MBDA Deutschland kündigte daraufhin Umstrukturierungen an.
Wie im Dezember 2020 berichtet wurde, seien die erwarteten Beschaffungskosten von anfangs vier auf über zehn Milliarden Euro angestiegen. Die hohen Summen wurden als ein möglicher Grund angegeben, warum das Verteidigungsministerium keine Gelder für die Beschaffung eingeplant hat.

## Technik

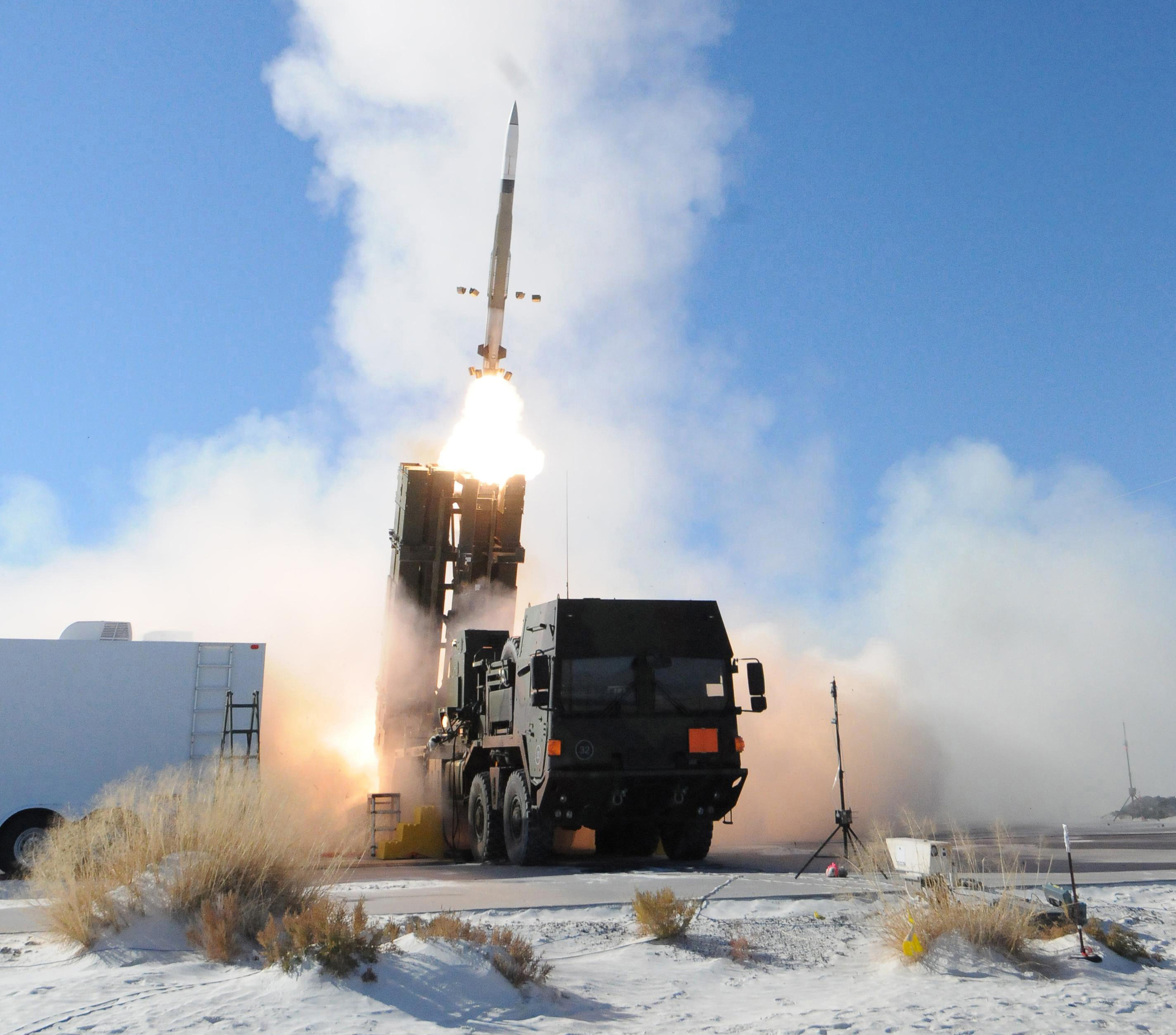
Start eines PAC-3 MSE-Lenkflugkörpers ab dem MEADS-System

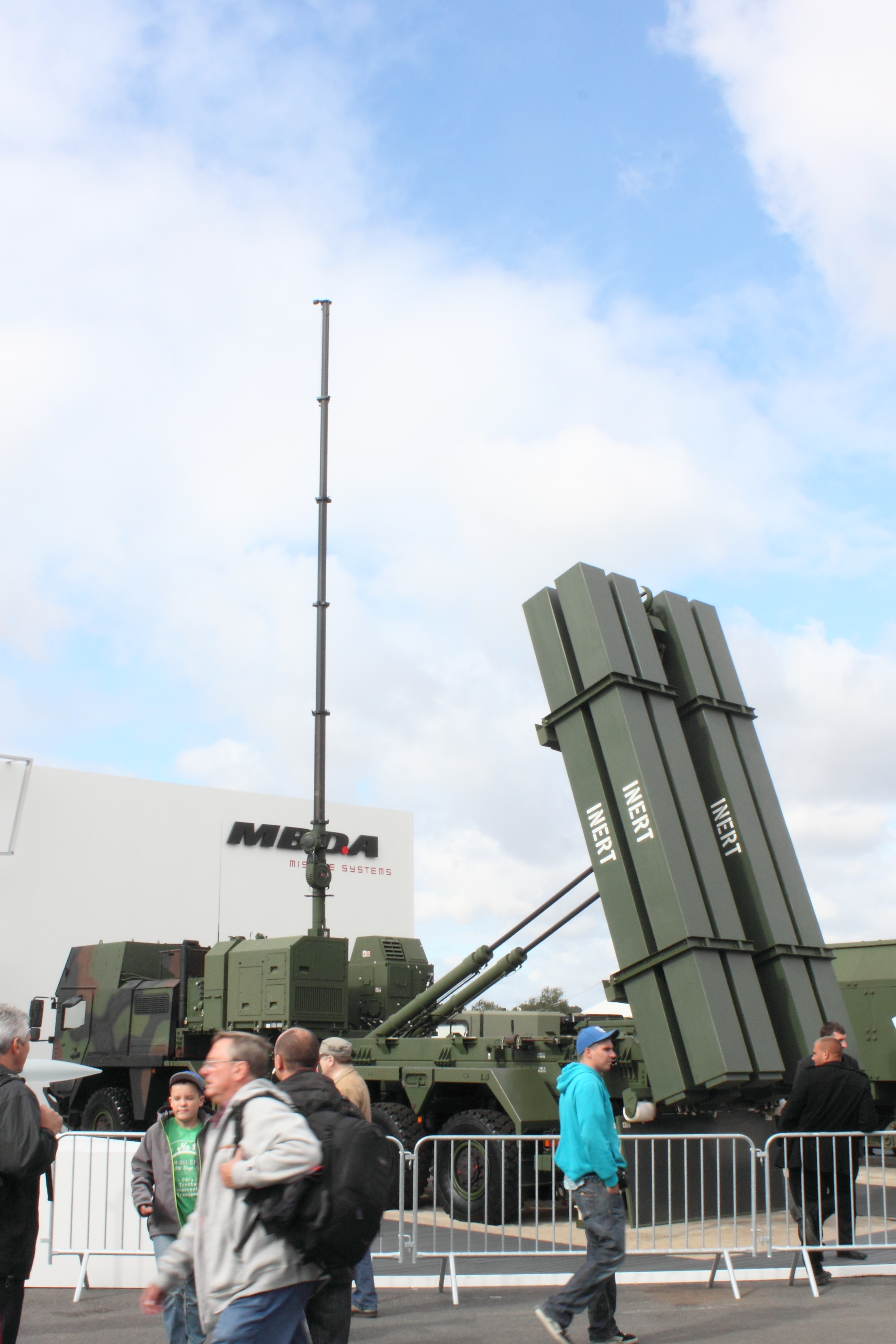
MEADS-System des Rüstungskonzerns MBDA auf der ILA in Berlin 2012

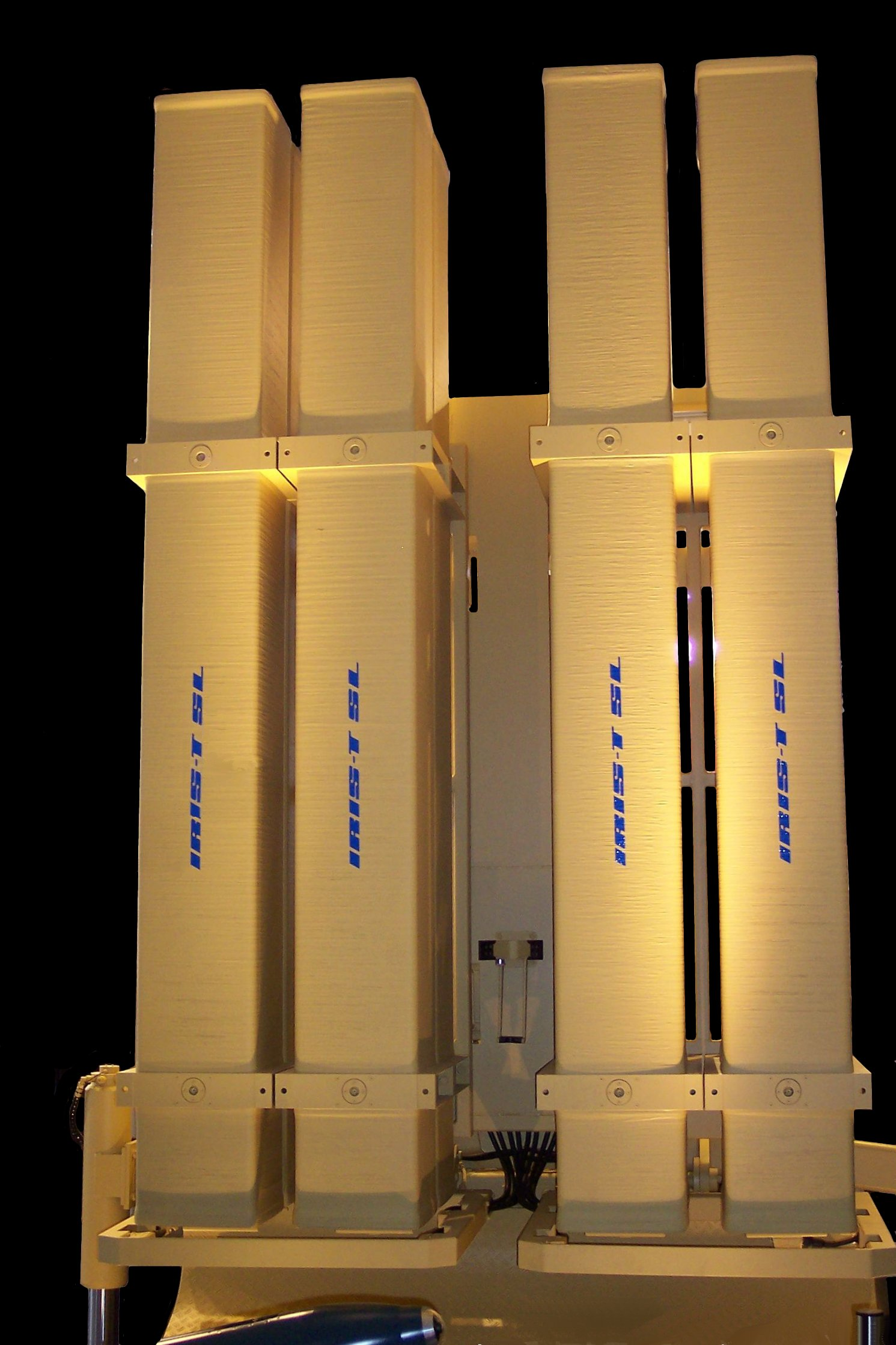
BGT IRIS-T SL Raketenstartbehälter (VLS)

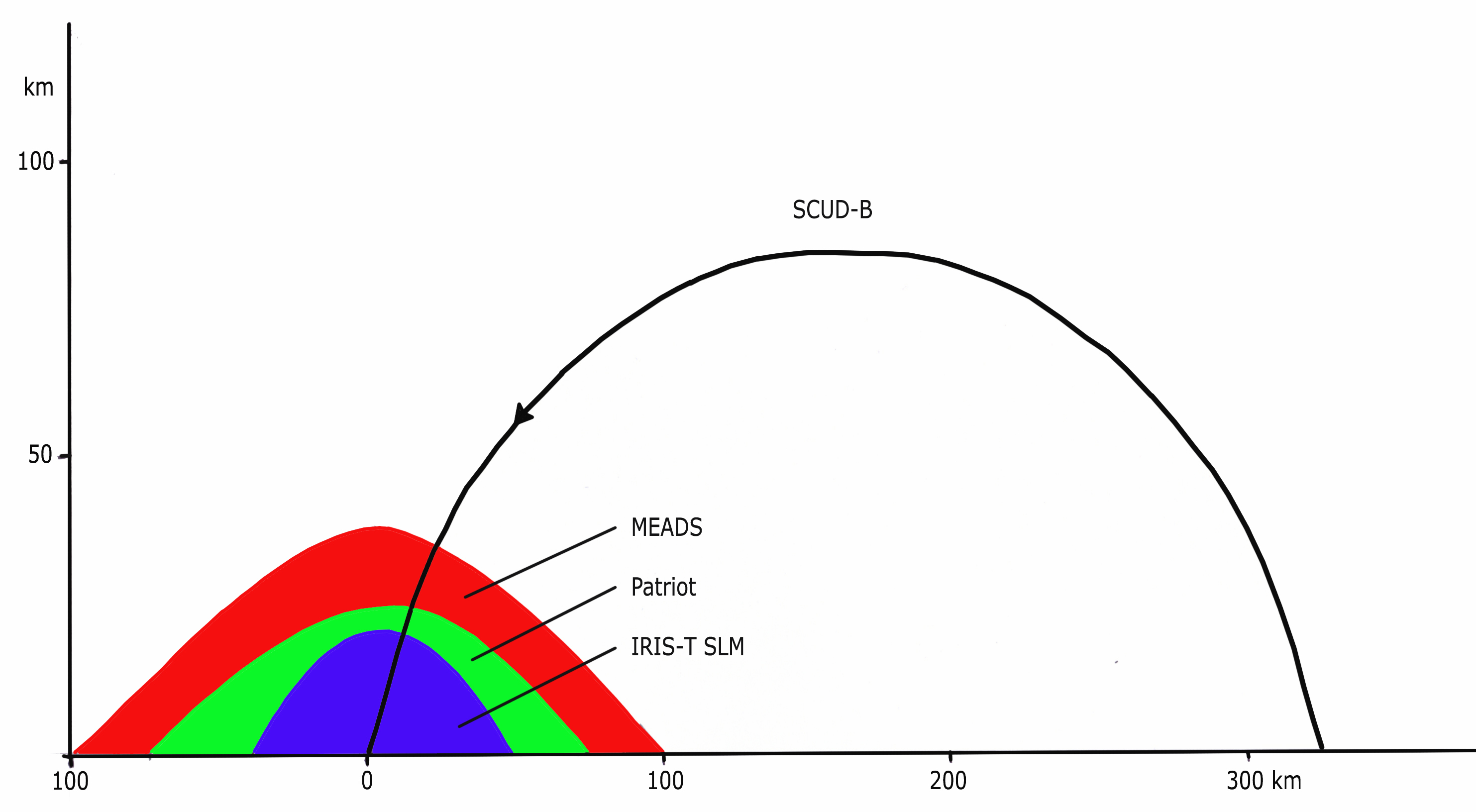
Reichweiten der unterschiedlichen Luftverteidigungssysteme

MEADS soll den Bodentruppen bei Auslandseinsätzen Schutz vor zukünftigen Bedrohungen aus der Luft bieten, welche nicht oder nur schwer von luftgestützten Systemen identifiziert und bekämpft werden können. Das Waffensystem kann dazu, je nach nationaler Ausführung, mittels Transportflugzeugen vom Typ A400M oder C-130 verlegt werden oder als Außenlast von Helikoptern vom Typ CH-53 oder CH-47.
Die einzelnen Komponenten des Systems sind auf Lkw montiert, um Geländemobilität zu gewährleisten. Die modulare Architektur des Systems besitzt sogenannte „Plug-and-Fight“-Eigenschaften, so können neue Startgeräte, Gefechtsstände oder Radare in den Systemverbund integriert werden. Die einzelnen Komponenten sind mit Funk oder Glasfaserleitungen vernetzt, so muss ein Lenkwaffenstarter keine direkte Verbindung zum Tactical Operations Center (TOC) besitzen. Eine Verbindung zu einer anderen Systemkomponente wie z. B. Startgerät, welches an das TOC angebunden ist, ist ausreichend. Dies erhöht Redundanz und Aufstellungsflexibilität.
Verglichen mit dem PATRIOT-System verfügt MEADS über eine andere Systemphilosophie: Anstelle eines Radars (AN/MPQ-53) zum Suchen und Waffenleiten verwendet MEADS ein separates Suchradar in Ergänzung zum Multifunktionsfeuerleitradar.
MEADS besteht aus folgenden Subsystemen:

### Surveillance Radar (SR)
Das Surveillance Radar ist ein modernes Suchradar mit aktiver elektronischer Strahlschwenkung, welches drehbar auf einem Lkw montiert ist, um eine Erfassung von Zielen im Umkreis von 360° zu erlauben. Das Radar ist darauf optimiert, zukünftige Bedrohungen aus der Luft zu orten, welche durch luftgestützte Systeme nicht oder nur schwer entdeckbar sind. Dazu zählen:
- Taktische Ballistische Raketen (TBM), sowohl mit konventionellen Gefechtsköpfen als auch mit Massenvernichtungspotential
- Marschflugkörper in verschiedenen Höhen
- unbemannte Fluggeräte
- Helikopter
- bemannte Fluggeräte

Da viele dieser Systeme nur eine geringe Radarrückstrahlfläche besitzen und eine hohe Ortungsreichweite erwünscht ist, verwendet das Suchradar ungewöhnlich niedrige Frequenzen im UHF-Band mit weniger als einem Gigahertz. Diese Frequenzen werden nur sehr gering durch Wettererscheinungen gedämpft und ermöglichen so eine große Reichweite. Weitere Vorteile sind, dass Fluggeräte mit Tarnkappentechnik für höherfrequente Radare im D-, E-, F- und X-Band optimiert sind. So konnte laut NATO-Verantwortlichen eine S-125 Newa-Batterie mit Hilfe eines tieffrequenten Radars eine Lockheed F-117 im Kosovo-Krieg abschießen. Die Sucher von Antiradarflugkörpern wie AGM-88 HARM oder Ch-31 sind ebenfalls auf diese Frequenzbänder optimiert. Ein Sucher im UHF-Band müsste ungleich größer sein, um dieselbe Winkelauflösung zu erzielen, was aufgrund der beschränkten Baugröße nur schwer zu realisieren ist.

### Multifunction Fire Control Radar (MFCR)
Das Multifunktions- und Feuerleitradar arbeitet im I- und J-Band (früheres X-Band), erlaubt eine Erfassung und Zielverfolgung von Zielen im Umkreis von 360° und ist ebenfalls drehbar auf einem Lkw montiert. Das Phased Array Radar des MFCR steuert Lenkflugkörper (LFK) vom Typ PAC-3 MSE an das Ziel heran, von wo aus die eigenen LFK-Suchköpfe auf das Ziel aufschalten können.
Im September 2014 wurde das MFCR auf dem MBDA-Testgelände in Hohenwart-Freinhausen (ehemaliger Stützpunkt des Flugabwehrraketenbataillons 34) erstmals in Deutschland in Betrieb genommen.

### Tactical Operations Center (TOC)
Die Operationszentrale ist das Herzstück des MEADS und verwendet die Gefechtsstandsoftware BMC4I (Battle Management, Command, Control, Communications and Computers, Intelligence). Hier werden die Informationen eigener oder verbündeter Sensoren (zum Beispiel AWACS) ausgewertet und der Feuerkampf geführt. Zudem erfolgt hier die Einsatzplanung.

### Lenkwaffenstarter
Die Lenkflugkörper sind auf einem Lkw als mobilem Startgerät montiert. Jeder dieser Lkw besitzt einen Systemrahmen für die Aufnahme von acht palettierten PAC-3-MSE-Lenkflugkörpern (LFK). Der Startbefehl wird vom TOC zum Startgerät gesendet, woraufhin der LFK nahezu senkrecht abgefeuert wird. Nach dem Start wird der LFK vom MFCR zum Ziel gelenkt, bis mit dem eigenen Ka-Band-Sucher auf das Ziel aufgeschaltet werden kann. Das Ka-Band (26,5–40 GHz) bietet neben einer zwar geringen Reichweite eine gute Auflösung, was das sichere Treffen von Zielen mit kleinem Radarquerschnitt ermöglicht.
Die Bundesrepublik Deutschland plant als Zweitflugkörper die IRIS-T SL als kostengünstigeren Lenkflugkörper ins MEADS System zu integrieren. Damit können vor allem Starrflügler und Hubschrauber bekämpft werden. Die Reichweite der Lenkwaffe wird ungefähr 30 km betragen, im Endanflug wird ein abbildender Infrarotsucher auf das Ziel aufschalten und die Waffe ins Ziel führen. Die Waffe wird von Diehl BGT Defence hergestellt. Mit der Integration des IRIS-T Flugkörpers ins MEADS Luftverteidigungssystem könnte ebenfalls die Plug & Fight-Fähigkeit dieses Systems und damit die Zukunftssicherheit nachgewiesen werden.

### Nachladefahrzeug
Die Nachladefahrzeuge versorgen die Startgeräte nach einem Verschuss mit neuer Munition. Aufgrund des palettierten Designs von Startgerät und Munition ist der Nachladevorgang weitgehend automatisiert und somit deutlich schneller und weniger personalintensiv.

## Einsatzmöglichkeit
Die kleinste einsatzfähige MEADS-Einheit wird Minimum Engagement Capability (MEC) genannt und besteht aus:
- 1 × Taktischer Gefechtsstand (Tactical Operations Center; TOC)
- 1 × Multifunktions- und Feuerleitradar (Multifunction Fire Control Radar; MFCR)
- 2 × Lenkwaffenstarter

Eine volle Feuereinheit besteht aus:
- 1 × Taktischer Gefechtsstand (TOC)
- 1 × Überwachungsradar (Surveillance Radar; SR)
- 2 × Multifunktions- und Feuerleitradar (MFCR)
- 6 × Lenkwaffenstarter
- 3 × Nachladefahrzeuge

Da das MEADS Plug-and-Fight-fähig ist, kann sowohl die MEC als auch die volle Feuereinheit beliebig erweitert werden; mit Lenkwaffenstartern, Radaren, Gefechtsständen etc.

## Kritik
Besondere Kritik gibt es an dem Effektor PAC-3 MSE. Da es sich beim Lenkflugkörper um eine der wichtigsten Komponenten des Gesamtsystems handele, sei es ein deutlicher Nachteil, dass er eine so genannte Blackbox ist, deren genaue Fähigkeiten und Schwachstellen nur den Vereinigten Staaten bekannt sind. Zudem wurde der Preis des PAC-3 MSE bemängelt. So ist der PAC-3 MSE mit einem Stückpreis von rund 3,7 Millionen Euro sogar teurer als der aktuell verwendete Effektor von Patriot (Stückpreis rund 2,7 Millionen Euro) und wesentlich teurer als der Lenkflugkörper IRIS-T (rund 0,4 Millionen Euro) des deutschen Luftverteidigungssystems IRIS-T SLM.
Ebenso rügte der Bundesrechnungshof, dass die Adaption der IRIS-T SL für das MEADS-System ursprünglich zu einem deutlich späteren Zeitpunkt in den Bundestag gelangen sollte. Es sei laut dem Gutachten vom 1. März 2005 vielmehr „möglich und notwendig“ gewesen, beide Vorlagen zeitgleich im Parlament zur Entscheidung zu präsentieren, um die Integration eines kostengünstigeren Zweitflugkörpers in Ergänzung zum PAC-3 MSE in MEADS zu ermöglichen. Später lobte der Bundesrechnungshof, dass IRIS-T im Zeit- und Kostenrahmen geblieben sei. Diehl Defence entwickelte aus der IRIS-T mittlerweile das deutsche Luftverteidigungssystem IRIS-T SLM, das bereits von Ägypten beschafft wird.
Im Zuge der Evaluation zur Erneuerung der Schweizer Luftabwehr (BODLUV 2020) wurde bekannt, dass das IRIS-T-System nicht die geforderte Allwettertauglichkeit hat. Daraufhin wurde die Evaluation des Medium Extended Air Defense System und des Luftverteidigungssystems IRIS-T SLM vom Schweizerischen Bundesrat sofort gestoppt.